# Парафимоза
Парафимоза је опасно обољење пениса које се манифестује у немогућности да се кожица, која је ван ерекције превучена преко гланса, односно главића, врати преко главића, него остане као прстен чврсто стегнута око сужења испод обода главића (у коронарном сулкусу). Због поремећене циркулације крви, могу настати отеклине уз јаке болове, а нелијечење може довести до гангрене.

## Узроци
Обрезане особе не могу обољети од парафимозе. Она обично настаје кад је кожица дуже вријеме повучена испод главића, због дијагностичких тестова, прегледа или медицинских захвата: катетеризације и цистоскопије. Рјеђе, може настати и озљеђивањем, због пирсинга, сексуалних помагала или грубе мастурбације.

## Лијечење и посљедице
С временом, због блокаде циркулације, може доћи и до гангрене главића, те је обавезно хитно посјетити уролога. Лијечење се може обављати механички, уз коришћење ледених облога и лијекова против болова, и хируршки, у случају да механичка (тзв. конзервативна) метода није успјела. Хируршки захват подразумијева убадање хируршком иглом на више мјеста да би се спољашњим изливањем крви смањио оток а затим примијенила механичка метода, или, у случају да то не успије, обрезивање. Након обрезивања, пацијент више не може обољети од парафимозе.
Строго се препоручује избјегавање самосталног лијечења и обавезна посјета љекару (урологу), да би се спријечиле потенцијалне опасне тешке посљедице.